# ZAK
Motivo alfa estéril e zíper de leucina contendo quinase AZK ou MAP3K20, também conhecido como ZAK, é um gene humano.
Este gene é um membro da família MAPKKK de moléculas de transdução de sinal e codifica uma proteína com um domínio catalítico de quinase N-terminal, seguido por um motivo zipper de leucina e um motivo alfa estéril (SAM). Esta proteína de ligação ao magnésio forma homodímeros e está localizada no citoplasma. A proteína medeia a sinalização de radiação gama levando à interrupção do ciclo celular e a atividade dessa proteína desempenha um papel na regulação do ponto de verificação do ciclo celular nas células. A proteína também tem atividade pró-apoptótica. Variantes de splice da transcrição alternativa, codificando diferentes isoformas, foram caracterizadas. Mutações em ZAK estão por trás da deformidade da mão e do pé.

## Interações
ZAK demonstrou interagir com ZNF33A.